# August Reiser (Manager)
August Reiser (* 10. Oktober 1860 in Mülheim an der Ruhr; † 23. Juli 1932) war ein deutscher Manager.

## Leben
August Reiser besuchte das Realgymnasium in Mülheim und trat nach Absolvierung einer Banklehre in das Bankgeschäft Gust. Hanau in Mülheim ein. Zeitweilig arbeitete er als Privatsekretär von Friedrich Alfred Krupp in Essen. Ab 1886 war er Bankvorstand in kleineren Banken und Filialen von Provinz- und Großbanken. Seit 1911 gehörte er dem Vorstand der Rheinischen Creditbank in Mannheim an. 1925 trat er in den Ruhestand. Nebenberuflich war Reiser zehn Semester lang Dozent an der Handelshochschule in Mannheim, aus der die heutige Universität hervorging.
Er war Aufsichtsratsvorsitzender der Joseph Hoffmann & Söhne AG in Ludwigshafen am Rhein, Präsidialmitglied des Verbandes Südwestdeutscher Industrieller und Mitglied des Verwaltungsrates der Türkisch-Deutschen Handelskammer in Frankfurt am Main. Zeitweise amtierte er als türkischer Generalkonsul.